# SIMCA
La SIMCA (acronimo di Société Industrielle de Mécanique et de Carrosserie Automobile) è stata una casa automobilistica e motociclistica francese, fondata nel 1934 da Enrico Teodoro Pigozzi, commercialmente attiva fino al 1980 e la cui produzione è continuata fino al 1990.

## Storia

### Storia della Simca
La Simca affonda le sue radici nei primi anni del Novecento: nel 1907 la Fiat, all'epoca già una potente realtà industriale, avviò l'esportazione dei suoi modelli in Francia. L'importatore nel paese transalpino fu Ernest Loste, che procedette così alla diffusione dei modelli italiani in territorio francese. Durante gli anni venti del secolo scorso, la Fiat decise di presenziare in maniera più diretta alla commercializzazione dei suoi modelli in Francia. A tale scopo il 13 agosto 1926 fu fondata la SAFAF (Société Anonyme Française des Automobiles Fiat), con sede a Parigi. Come presidente della nuova azienda nell'orbita Fiat fu nominato lo stesso Ernest Loste incaricato fino a quel momento dell'importazione. La direzione fu invece affidata ad un giovane italiano, già da qualche anno inviato anch'esso dalla Fiat in Francia, sempre per occuparsi della vendita dei modelli importati. Questo giovane, all'epoca ventottenne, fu Enrico Teodoro Pigozzi, futuro patron della Simca. Con il nuovo assetto, la Fiat raggiunse un regime di vendite consistente e regolare nei primi anni.
Ma in seguito al crollo della Borsa di Wall Street e all'avvento della Grande depressione, tutto ciò ebbe un brusco rallentamento e per favorire i rispettivi mercati interni, tutti i Paesi imposero un regime di protezionismo penalizzando le importazioni. Ciò valse anche in Francia, dove la SAFAF si trovò in gravi difficoltà: per questo motivo la Fiat decise di produrre le sue vetture in loco, inviando oltralpe solo i componenti che sarebbero stati successivamente assemblati. Fece evolvere la SAFAF come stabilimento per la produzione di vetture Fiat, oltre che per la loro vendita: il 10 aprile 1932 la SAFAF, pur mantenendo l'acronimo originario, cambiò ragione sociale in Société Anonyme Française pour la fabrication en France des automobiles Fiat. Così configurata, la SAFAF poté raggiungere una posizione di relativa tranquillità nonostante il periodo nero per l'industria automobilistica e non solo. 
Dalle sue linee di montaggio uscì principalmente la Simca-Fiat 6CV, clone della "nostra" Fiat 508 Balilla. La 6CV riscosse un buon successo di vendite grazie al prezzo concorrenziale ed all'ampia gamma di versioni che andavano dalla normale berlina a due porte fino alla roadster. Tuttavia dopo un paio di anni si decise anche di diversificare la gamma della Fiat France, perciò nell'estate del 1934 fu avviata anche la produzione della Simca-Fiat 11CV, vale a dire la Fiat Ardita destinata al mercato francese.

### Da SAFAF a SIMCA

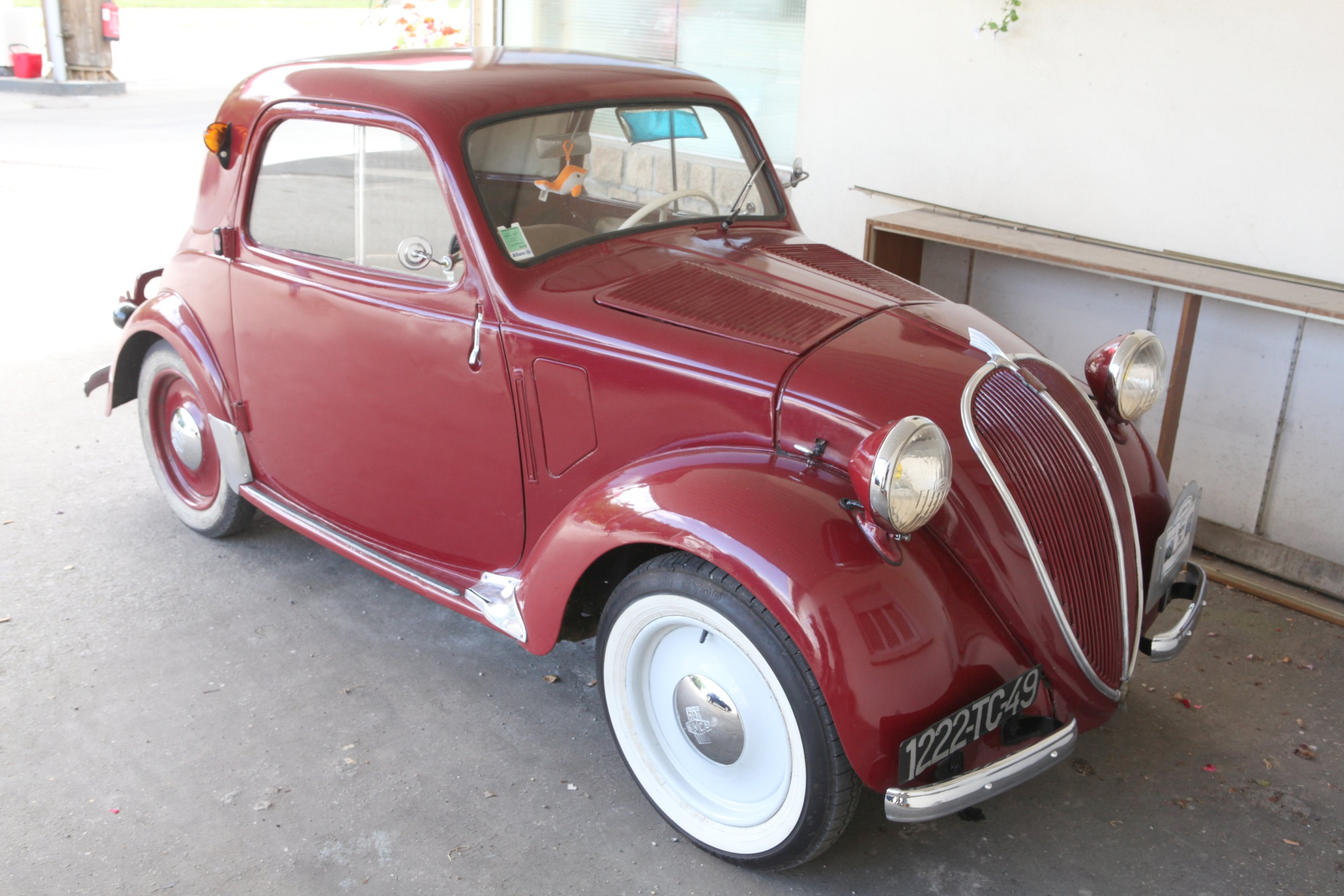
Una Simca 5, versione francese della celeberrima Fiat 500 "Topolino"

Ma proprio la crescente domanda per i modelli SAFAF fu alla base, già all'inizio del 1934, della decisione di Pigozzi di ingrandire ulteriormente l'azienda da lui diretta. Il grande interrogativo riguardava il come: acquistando un terreno su cui edificare un nuovo stabilimento o rilevandone uno già esistente? Alla fine si scelse la seconda possibilità: fu questa la cornice in cui nacque finalmente la SIMCA vera e propria. L'azienda venne fondata a Parigi, con sede legale in rue Louis-David 7, il 2 novembre 1934, da Enrico Teodoro Pigozzi e altri soci finanziatori, tra i quali figuravano l'industriale Henri Amaury de Boisrouvray, il magnate e gentleman-driver francese André Dubonnet e Roger Fighiera, presidente della Philips. All'atto della costituzione, fu rilevata da un fallimento l'azienda di Levallois-Perret SICAL (acronimo di Société Industrielle de Carroserie Automobile de Levallois) e, qualche mese più tardi, fu anche acquistata per un corrispettivo di 8.000.000 di Franchi, sempre da una procedura fallimentare, la casa automobilistica Donnet-Zédel di Nanterre, nelle cui officine fu posta la seconda e maggiore sede produttiva. In totale, furono solamente otto gli azionisti detentori dell'intero capitale della neonata SIMCA, tra i quali figuravano anche i personaggi già citati. Come presidente fu nominato Alphonse Jolivet de Riencourt Masson de Longpré, un generale in pensione, mentre il posto di amministratore delegato venne preso dall'ingegner Charles Cornet.
Il 21 febbraio 1935 la Simca acquisì il marchio e i brevetti della Donnet dietro corrispettivo di 100.010 franchi. In attesa di divenire ufficialmente proprietaria dello stabilimento di Nanterre, ne divenne locataria. Il 28 giugno dello stesso anno si decise di trasferire nuovamente la sede dell'azienda al numero 163 di avenue Georges-Clemenceau. Lo stesso giorno venne nominato un nuovo presidente, Roger Fighiera, mentre Enrico Teodoro Pigozzi divenne ufficialmente amministratore delegato, ma ufficiosamente assunse anche il ruolo di direttore generale. Tre giorni dopo, il 1º luglio, il marchio SAFAF fu definitivamente estinto e contemporaneamente partì la produzione Simca-Fiat. Questa nuova denominazione, caratterizzata dal nome della Casa di Nanterre anteposto a quello del colosso industriale italiano che la controllava, testimoniò una maggior autonomia affidata alla Simca, il cui marchio cominciò ad apparire tra l'altro anche sullo stemma delle Fiat prodotte a Nanterre. Alla fine del 1935 il capitale della Simca-Fiat raggiunse il tetto dei 50 milioni di franchi: solo un anno prima ammontava ad appena 8 milioni di franchi.
Nel 1936, con il lancio della Simca 5, replica francese della Fiat 500 Topolino, lo stemma mutò nuovamente ed il nome Fiat fu posizionato in secondo piano rispetto al nome Simca, più centrale ed evidente. 
Tuttavia il 1936 fu anche l'anno dei primi scioperi, alimentati dall'avvento del Fronte popolare al governo: poco dopo l'avvio della produzione della Cinq, le linee di montaggio si fermarono per le contestazioni operaie. La vettura, tanto sbandierata e lanciata addirittura alcune settimane prima che in Italia, tornò ad essere prodotta solo a partire da settembre. Fu in questo frangente che il nome Simca cominciò ad essere utilizzato da solo. 
Nel 1937 avvenne il lancio della Simca 8, mentre l'anno seguente nacque un nuovo logo, ormai definitivo, in cui oltre alla sola denominazione Simca apparve anche una rondine stilizzata, destinata a divenire il simbolo della Casa francese. Il progressivo distacco della Simca dalla Fiat fu voluto dal rifiuto della Francia governata dalla sinistra di accostarsi all'Italia del regime mussoliniano vigente in quegli anni. 
Nel 1939, mentre la Simca si preparò per il nuovo Salone di Parigi, l'invasione della Polonia da parte di Hitler sancì lo scoppio della seconda guerra mondiale.

### Gli anni difficili della guerra
Durante gli anni della guerra, la Simca non venne tartassata come le altre aziende: questo perché veniva vista più come azienda italiana trapiantata in Francia piuttosto che come vera e propria Casa francese. Per questo motivo non venne sfruttata in lungo e in largo per la produzione di veicoli o attrezzature per scopi bellici. Ciononostante, accanto ad una produzione automobilistica notevolmente ridotta (nel 1940 la produzione Simca fu di 5.515 vetture contro le 19.811 dell'anno prima), non mancarono anche commesse da parte del governo francese, sebbene di piccola entità. Già alla fine del 1939 furono ordinate cinque Cinq, mentre stava per essere ultimata la messa a punto di una motocicletta per uso militare, anch'essa voluta dal governo francese. Questa motocicletta, denominata "350 TAF", cominciò ad essere progettata già nel 1937 e fu realizzata dalla Sevitame, ossia quella che avrebbe dovuto divenire una sezione sperimentale della Simca.
Purtroppo i problemi di affidabilità della moto ne soffocarono sul nascere la carriera commerciale, anche se il governo ne aveva già ordinato 3.000 esemplari. Negli anni seguenti, la produzione automobilistica calò sempre più il suo ritmo, a tal punto da giungere ad appena 141 esemplari prodotti nel 1943. In quell'anno, la Simca aderì alla GFA (Générale Française Automobile), un'organizzazione sindacale che aveva lo scopo di evitare che le Case automobilistiche aderenti potessero entrare in concorrenza l'una con l'altra in un momento particolarmente difficile come quello. L'adesione della Simca dimostrò anche come la Francia vedesse tale marchio come una vera e propria Casa francese. Si può pertanto dire che il cambio di nazionalità della Simca sia avvenuto proprio negli anni bui della Seconda Guerra Mondiale.

### La rinascita dopo la guerra

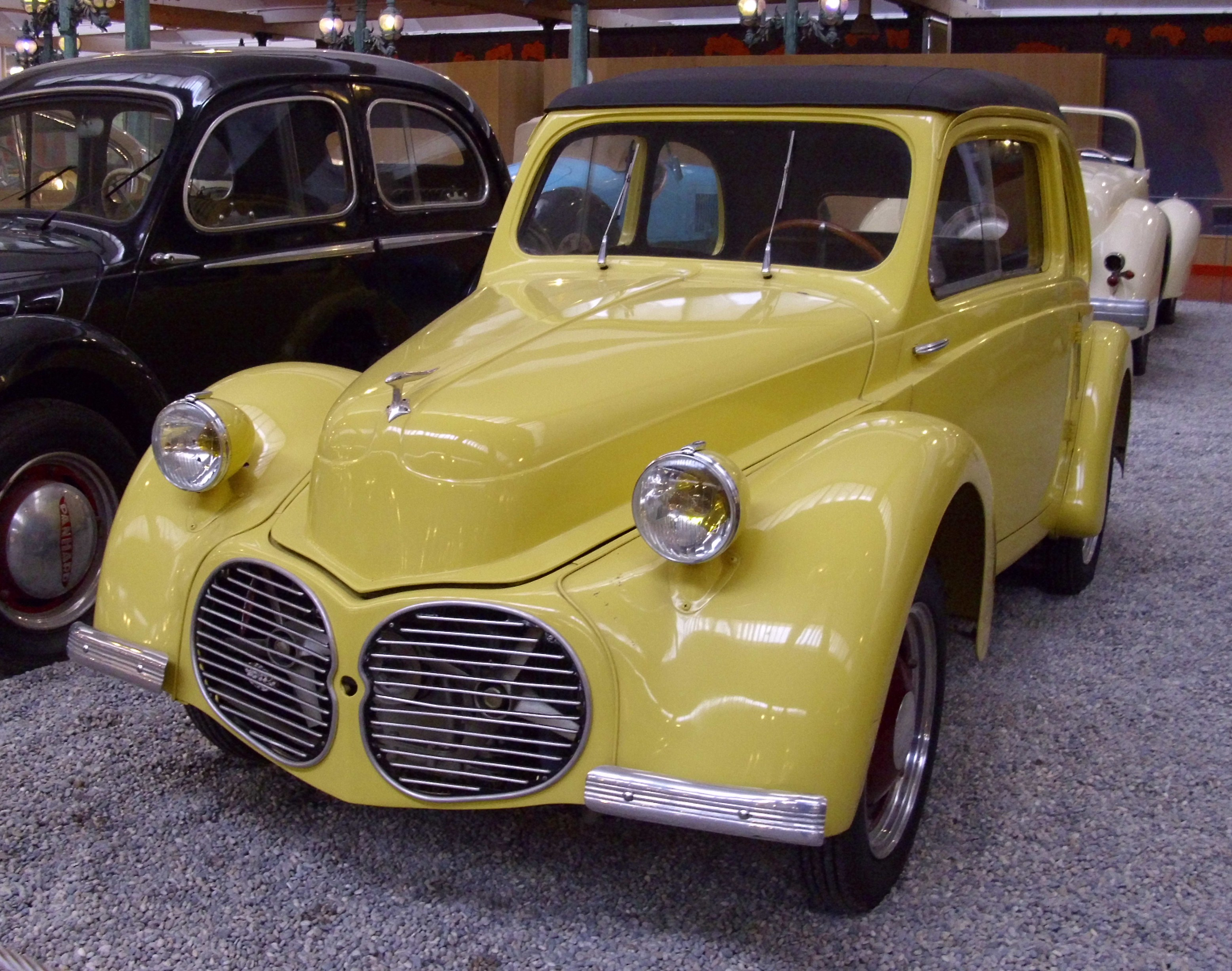
La AFG di Grégoire, provvisorio direttore della Simca tra il 1944 ed il 1945

La liberazione di Parigi avvenne il 25 agosto 1944, otto mesi prima che in Italia: già a quel punto, quindi, la Francia poté cominciare a leccarsi le ferite causate dal conflitto, anche in ambito industriale. Proprio la scarsa importanza strategica conferita alla Simca da parte delle forze alleate fu il motivo per cui lo stabilimento di Nanterre fu risparmiato dai bombardamenti. Altri impianti automobilistici non furono così fortunati e molti esponenti di spicco dell'industria automobilistica francese cominciarono ad essere ricercati con l'accusa di collaborazionismo con i nazisti. Fu per esempio il caso di Louis Renault, patron della Casa di Billancourt, che di lì a poco sarebbe stato rinchiuso in carcere dove sarebbe stato malmenato, tanto da dover essere trasferito nella clinica dove avrebbe trovato la morte.
Alla luce di quest'atmosfera da caccia alle streghe, Pigozzi preferì allontanarsi temporaneamente dagli affari per precauzione, anche se come già detto la Simca ebbe un ruolo molto marginale nell'ambito della collaborazione con le forze militari tedesche. Durante l'assenza di Pigozzi, protrattasi per quasi un anno, fu nominato direttore generale della Simca quel Jean-Albert Grégoire che quasi vent'anni prima sperimentò la trazione anteriore sulle vetture della Tracta e più tardi durante la progettazione della Citroën Traction Avant. Questo vulcanico ed anticonformista ingegnere francese cominciò a lavorare alla messa in produzione della AFG (Aluminium Française Grégoire), una vettura a trazione anteriore dal frontale assai tormentato, per non dire sconcertante. Tale modello non ebbe un seguito commerciale presso la Simca a causa degli altissimi costi di realizzazione, ma venne rispolverato poco tempo dopo, quando Grégoire lo ripropose per la Panhard, la quale accettò dando vita così alla Panhard Dyna X.
Parallelamente al progetto AFG, la Simca ricevette anche l'ordine da parte delle forze militari americane di ricondizionare i motori delle loro Jeep. Ciò si rivelò una fortuna per la Casa di Nanterre, in attesa di ripartire con una vera produzione automobilistica, poiché garantì delle entrate economiche ed anche l'occupazione dei propri dipendenti in tempi così magri. Nella primavera del 1946 i modelli Simca 5 e Simca 8 tornarono ad essere prodotti, riportando rapidamente la produzione della Casa di Nanterre a livelli più confortanti: alla fine del 1946 furono 8.243 gli esemplari usciti dalle linee di produzione, contro i 112 esemplari del 1945. Nel 1947, al Salone di Parigi, fu presentata la Simca 6, anticipatrice della Topolino C: la commercializzazione, però, non sarebbe avvenuta che l'anno seguente. Nel frattempo, i listini continuarono ad annoverare la Cinq. La produzione automobilistica poté comunque dirsi riavviata.

### Gli anni d'oro

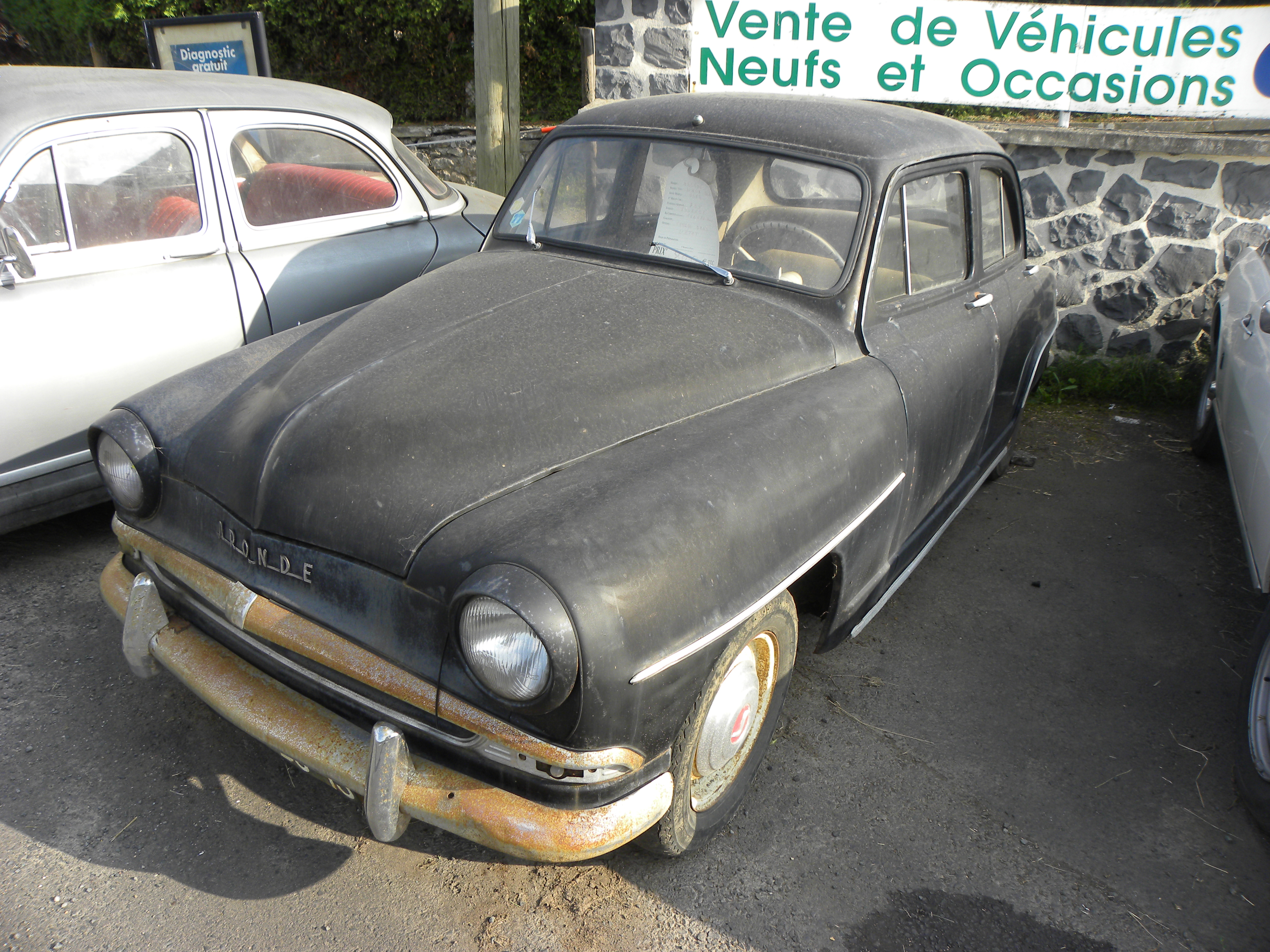
Una Simca Aronde

Tra il 1947 ed il 1948, la gamma Simca comprendeva ancora i modelli Cinq e 8, quest'ultima in una vasta gamma di versioni, ben sei, considerando la berlina, la trasformabile, la coupé, la cabriolet e le due versioni commerciali. Durante il 1948 vi si aggiunse anche la versione Break con parte posteriore rivestita in pannelli di legno, un po' come nelle 500 Giardiniera Legno prodotta in Italia. Nel 1949, mentre la Six cominciò a riscuotere il meritato successo dopo i primi mesi di titubanza, la 8 venne sostituita dalla 8 1200, differente dal precedente modello per il nuovo motore da 1,2 litri e per il nuovo frontale con calandra di dimensioni più ridotte della precedente e differente dalla calandra a spartivento utilizzata nelle Fiat 1100 dell'immediato dopoguerra. Alla fine dell'anno, la produzione automobilistica salì ulteriormente: furono 26.614 le vetture prodotte, contro le 18.000 del 1948 e le quasi 12.000 del 1947.
Il nuovo decennio si aprì con l'uscita di produzione della Six, non più in grado di reggere la concorrenza di modelli come la Citroën 2CV o la Renault 4CV. Nello stesso tempo, però, tutte le attenzioni della Casa vennero puntate sul nuovo modello che avrebbe sostituito la 8 e che sarebbe stato lanciato nel 1951 con il nome di Aronde. Quest'ultima, oltre ad essere la prima Simca a struttura monoscocca, fu anche la prima Simca dotata di un corpo vettura dal disegno inedito (sebbene somigliante a quello della Fiat 1400, visto che i due modelli nacquero da un progetto comune), segno visibile della volontà della Casa di Nanterre di distaccarsi ulteriormente dalla Fiat, anche se la meccanica del nuovo modello era ancora strettamente derivata dalla produzione della Casa torinese. Il 1951 fu anche l'anno in cui la Simca prese il controllo della Unic, un produttore di autocarri che di lì a poco sarebbe stato completamente assorbito dalla Casa di Nanterre. Un'altra Casa passata in quegli anni sotto il controllo della Simca fu la Someca, nota all'epoca per la produzione di trattori agricoli.

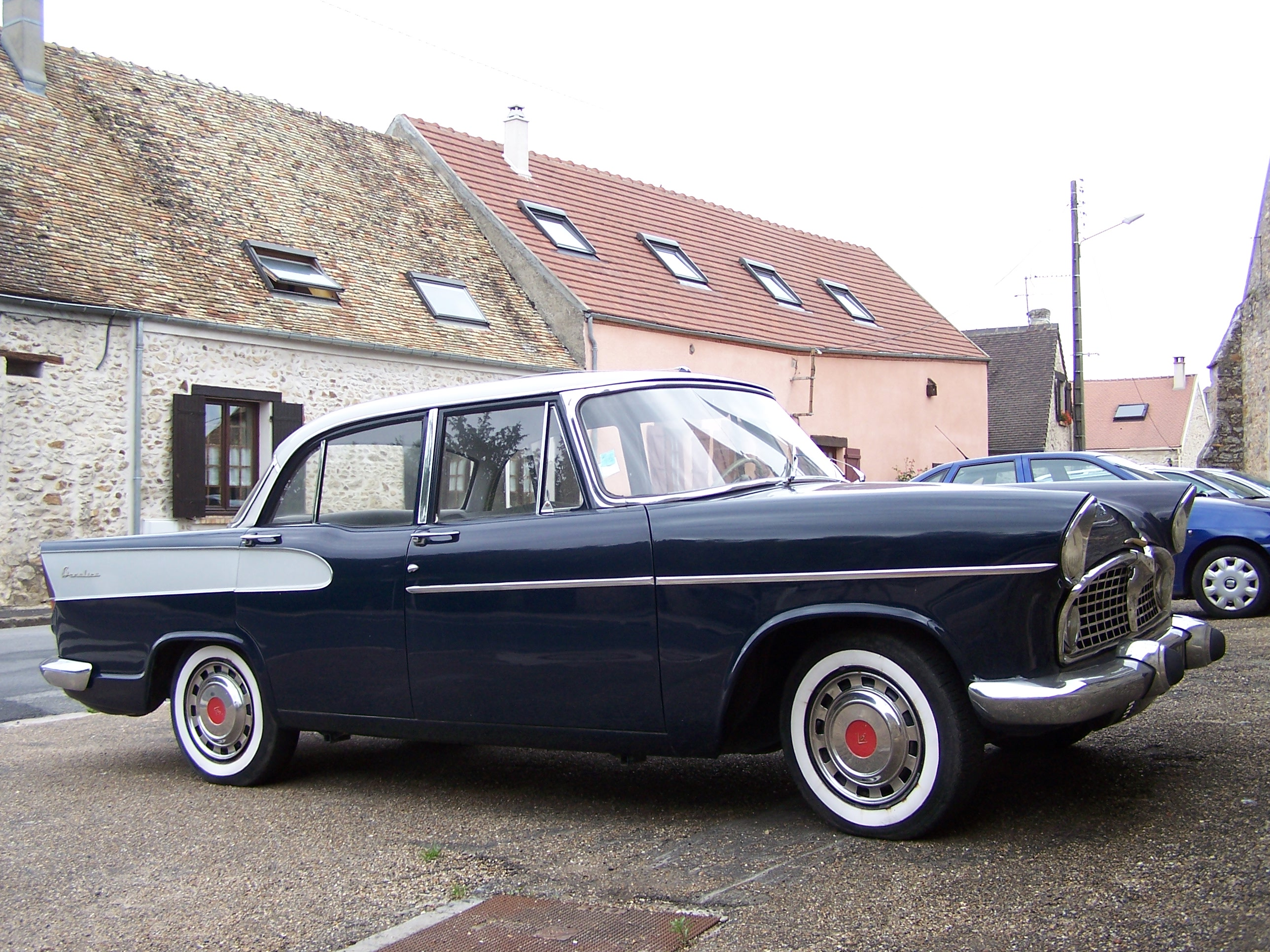
Una Simca Vedette Beaulieu

Negli anni seguenti, la Simca visse il suo periodo d'oro, l'apogeo della sua storia. Il successo della Aronde fu tale da consentire l'afflusso di veri fiumi di denaro nelle casse dell'azienda, la quale procedette ad un'altra acquisizione illustre: il 4 luglio 1954 prese infatti il controllo della Ford francese, ereditandone il modello principale, la Ford Vedette, che prese così il nome di Simca Vedette, ed il modello sportivo da essa derivato, cioè la Ford Comète, che prese anch'esso il marchio Simca, anche se in questo caso solo per un anno appena. L'acquisizione della Ford SAF, comunque, non fu ufficializzata che oltre sei mesi dopo, il 30 novembre. L'operazione comportò anche l'acquisizione del 15% del pacchetto azionario di Simca da parte della Ford di Dearborn, fino a quel momento proprietaria della Ford francese. Con il nuovo assetto, Pigozzi divenne presidente e direttore generale del gruppo Simca al posto di Roger Fighiera (dimessosi per motivi di salute), mentre il suo ex-omologo della Ford SAF, Francis C. Reith, entrò a far parte del consiglio di amministrazione del nuovo gruppo automobilistico. Dalla metà del decennio, con la Vedette in listino, la Simca poté strizzare l'occhio anche alla potenziale clientela delle fasce di mercato più alte.
In pratica la Simca poté a questo punto contare su due stabilimenti: lo storico impianto di Nanterre dove venivano assemblate le Aronde e l'ex-impianto Ford di Poissy che vedeva invece nascere le Vedette. I due modelli favorirono un'impennata notevole nelle entrate finanziarie della Simca. Non vanno inoltre trascurate le entrate derivanti dalle esportazioni nei mercati esteri, ma anche la produzione di vetture Simca in stabilimenti sparsi un po' in tutti i continenti: nacquero stabilimenti Simca a Melbourne (Australia), a Nyköping (Svezia), a Rotterdam (Paesi Bassi), a Dublino (Irlanda), a Rio de Janeiro (Brasile) e ad Anversa (Belgio). In totale le Simca furono commercializzate in ben 70 Paesi in tutto il mondo: con queste enormi potenzialità, la Simca divenne nel 1955 il secondo costruttore automobilistico francese, dietro alla Renault, che però era un'azienda statale, per cui la Simca poté anche fregiarsi del titolo di prima Casa automobilistica francese privata. Le Simca prodotte alla fine di quell'anno furono ben 157.996, contro le 92.000 dell'anno precedente.
Nel 1956 lo stabilimento di Poissy fu sottoposto a notevoli lavori di ammodernamento ed ingrandimento, il tutto allo scopo di concentrare la produzione in un solo sito. Le ingenti risorse finanziarie del gruppo Simca permisero anche la realizzazione di linee ferroviarie private, di una centrale termica privata e persino di un quartiere riservato agli operai che da Nanterre dovevano trasferirsi a Poissy (peraltro non molto distante, circa 20 km). La Crisi di Suez di quell'anno non influì in maniera significativa sulla salute economica del Gruppo Simca, ma gli effetti cominciarono a farsi sentire invece nell'anno seguente, specialmente nelle vetture alto di gamma come la Vedette, penalizzate dai regimi fiscali voluti dal governo di Guy Mollet per fronteggiare gli esiti della crisi del canale di Suez: fu a tale scopo che Pigozzi fece costruire la Ariane, praticamente un ibrido che univa il corpo vettura della Vedette al motore della Aronde, nel frattempo passato da 1,2 ad 1,3 litri.

### L'arrivo della Chrysler

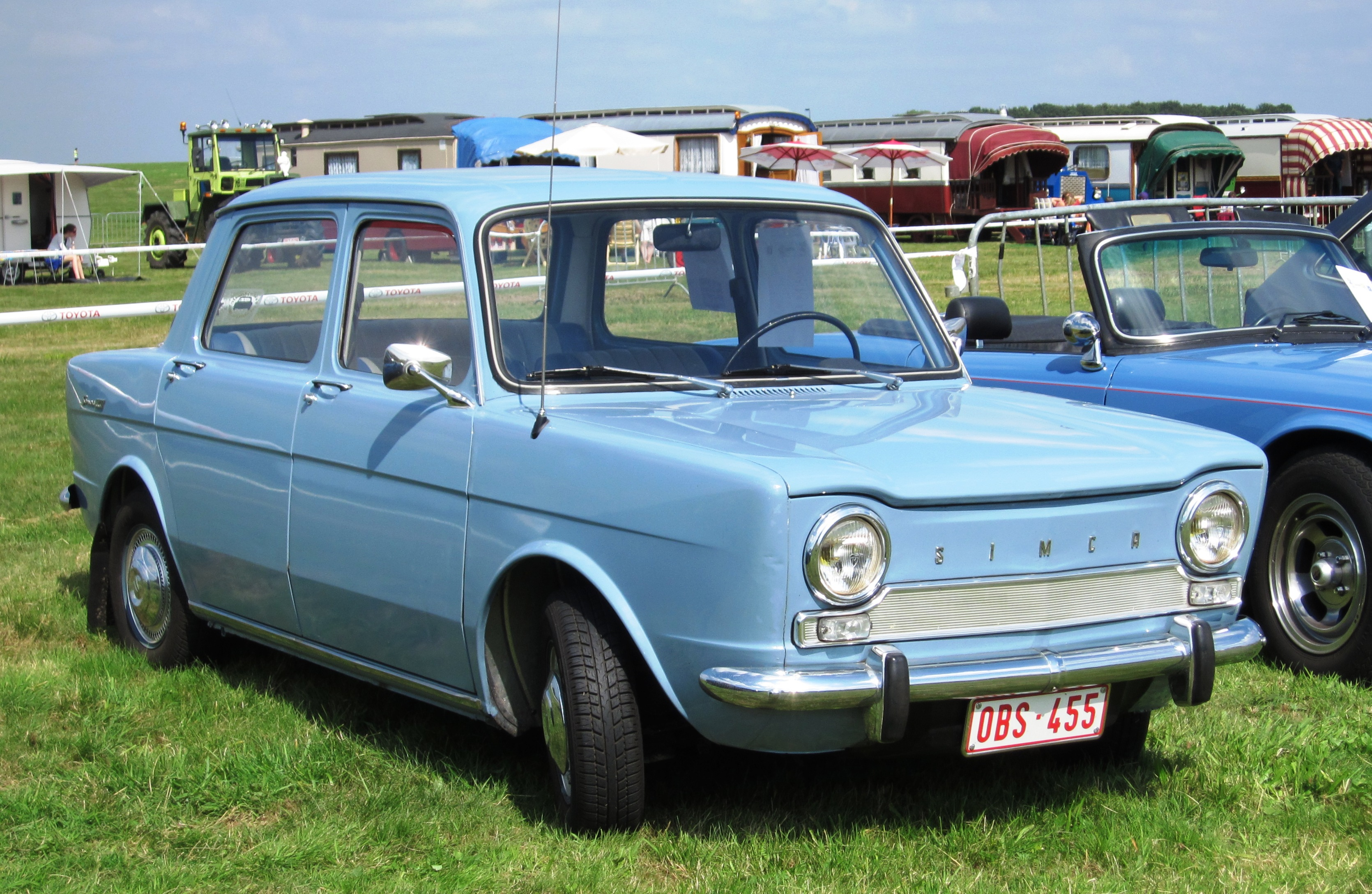
La Simca 1000, uno dei più grandi successi della Simca nell'era della Chrysler

#### All'ombra della Pentastar
Il 1958 fu un anno ricchissimo di avvenimenti di grande importanza per la Simca, molti dei quali ne avrebbero segnato il destino di lì a poco. La notizia più importante di quell'anno, e probabilmente dell'intera storia della Simca, è da ricercarsi nell'avvio della collaborazione della casa francese con la statunitense Chrysler, allo scopo di favorire uno sbarco dei modelli Simca negli USA utilizzando la rete di vendita della più piccola tra le "big three". Quest'ultima rilevò all'inizio di agosto il 15% del capitale di Simca detenuto ancora dalla Ford statunitense ed un mese più tardi acquistò anche un ulteriore 10% di azioni detenute dalla Fiat aumentando così al 25% la sua penetrazione all'interno del gruppo francese. In questo modo, anche Chrysler poté assicurarsi la commercializzazione di alcuni suoi modelli in Europa, un continente che poteva offrire interessanti sviluppi commerciali vista la recente costituzione della CEE. Durante il 1958 Simca viaggiava ad una media produttiva di circa 16.700 vetture al mese, per cui ancora una volta si presentò il problema del poco spazio a disposizione per continuare a produrre in maniera efficiente. Per questo motivo, nel dicembre del 1958, la Casa della rondine acquisì lo stabilimento Talbot di Suresnes, dove fino a quel momento venivano assemblate le Talbot-Lago. Tra le altre acquisizioni effettuate dalla Simca in quel periodo va segnalata quella della compagnia parigina di taxi G7 (che avrebbe permesso alla Simca lo smercio di un lotto di esemplari di Ariane) e quella della FMA (Fonderies Modernes de l'Automobile) con sede a Bondy, a una decina di km da Parigi.
Un'altra notizia di spessore fu la nascita della Simca do Brasil, allo scopo di produrre in loco dei modelli Simca derivati dalla Vedette (che in Europa stava stentando a raccogliere consensi). Sempre nel 1958 vi fu l'inaugurazione dello stabilimento di Poissy nella sua nuova configurazione ampliata, su una superficie di ben 600.000 m2. Infine, sempre in quell'anno, la Simca adottò un nuovo logo raffigurante sempre una rondine, ma vista in un'altra prospettiva. Nel 1959 fu fondata nei pressi di Casablanca (Marocco) la SOMACA (Sociéte Marocaine de Construction Automobile), detenuta da Simca e Fiat per un 20% ciascuno, per il 40% dalla BEPI, una società marocchina di studi ingegneristici e per il restante 20% da azionisti privati. Al termine del 1959 la produzione Simca raggiunse la notevole cifra di 235.371 esemplari, pari a quasi 20.000 esemplari al mese, con punte di oltre mille in un solo giorno. In quel periodo partì anche il progetto che avrebbe dato i natali ad un altro grande successo della casa francese, ossia la Simca 1000, originata da una collaborazione con la Fiat e resa possibile anche dall'arrivo dei nuovi capitali della Chrysler.

Enrico Teodoro Pigozzi durante gli ultimi tempi al comando della Simca Automobiles

Nel 1960 il gruppo Simca si divise in due tronconi: da una parte la Simca Automobiles, destinata appunto solo alla produzione automobilistica, e la Simca Industries, che raggruppava i marchi e le proprietà legate maggiormente alla produzione di veicoli industriali, e quindi la Unic, la Someca, le fonderie FMA, ecc. Entrambe le società furono presiedute da Pigozzi. La divisione fu voluta principalmente dalla Fiat, all'epoca ancora detentrice di una buona parte del pacchetto azionario Simca, in maniera tale da permettere alla casa italiana di agevolare l'esportazione dei suoi modelli. In quell'anno, però, la produzione Simca subì un rallentamento, dovuto proprio al mercato comune, il quale da un lato abbatté le spese doganali, ma dall'altro favorì proprio per questo motivo la concorrenza. Fu un campanello di allarme per la casa di Poissy (non più di Nanterre: oramai la storica fabbrica Simca era stata ceduta alla Citroën, che l'avrebbe utilizzata per oltre vent'anni per produrre componenti per la 2CV): poco tempo dopo le sorti si sarebbero ristabilite con l'arrivo di nuovi modelli assai apprezzati.
Il 1961 vide finalmente il lancio della 1000, destinata ad un grande successo di vendite, anche in Italia, dove fece concorrenza alla Fiat 850, simile nell'impostazione e nata proprio da un progetto in comune tra Fiat e Simca. Un altro calo generale nella produzione Simca (7.000 vetture in meno rispetto all'anno precedente) non impedì alla casa della rondine di portare avanti le sue mire espansionistiche: furono aperti infatti i nuovi impianti Simca in Venezuela, in Messico, in Nuova Zelanda e nelle Filippine. In ogni caso, già dall'anno precedente, la Simca non fu più il secondo costruttore automobilistico francese, ma il terzo, dietro all'onnipotente Renault e ad una Citroën che in quel periodo era particolarmente in salute. Il 1962 fu l'anno della riscossa per la casa di Poissy: trascinata dal grande successo della 1000, la Simca ritrovò vigore nelle esportazioni, che crebbero del 47% e che alla fine dell'anno fecero impennare la produzione a 252.802 vetture, cioè oltre 40.000 in più rispetto all'anno precedente. Purtroppo, vi furono anche notizie meno buone, che avrebbero causato un colpo dal quale la Simca non si sarebbe più ripresa.
Nel tentativo di penetrare maggiormente nel capitale della Simca, la Chrysler rilevò nel dicembre del 1962 una grossa parte della restante quota detenuta dalla Fiat divenendo così azionista di maggioranza con un 63% del pacchetto azionario. La Fiat, dal canto suo, preferì optare per questa soluzione allo scopo di aprire una sua nuova rete di distribuzione in Francia, visto che la Simca oramai da anni era divenuta un costruttore a sé stante e si identificava via via sempre meno con la casa italiana. Chrysler era convinta in questo modo di poter controllare l'intero gruppo Simca. In realtà, quando alcuni mesi dopo (in pieno 1963) si accorse che avrebbe potuto controllare solo la Simca Automobiles e non la Simca Industries, in qualità di azionista dominante licenziò in tronco nientemeno che Pigozzi, il quale ripiegò sulla gestione di Simca Industries, ma in realtà non si riprese mai più dalla triste notizia e dal provvedimento sommario preso dai nuovi padroni statunitensi. Morì nel 1964 per una crisi cardiaca. Per quanto riguarda la produzione automobilistica, il 1963 vide l'arrivo dell'erede della Aronde e della Ariane, ossia la Simca 1300/1500, elegante berlina dal design classico. Il bilancio rivelò una doppia facciata: mentre le vendite nel mercato interno fecero registrare risultati deludenti, le esportazioni costituirono il 41% del totale. Alla fine dell'anno furono oltre 273.000 le Simca prodotte e vendute in generale, dato ulteriormente migliorato l'anno seguente con oltre 276.000 unità.

#### L'era post-Pigozzi

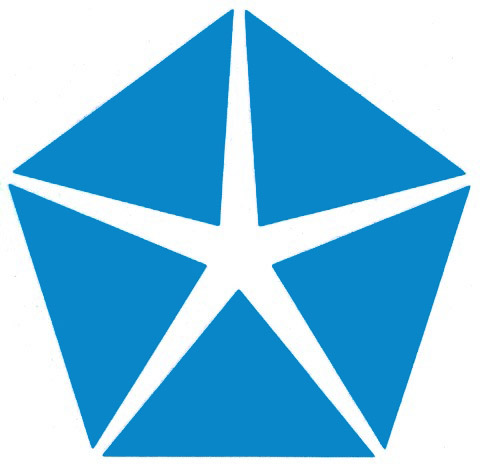
Dal 1966 la Simca adottò il logo Pentastar della Chrysler

Dopo la morte di Pigozzi, vi fu un riassetto organizzativo del Gruppo Simca (oramai sempre meno Simca e sempre più Chrysler): il posto dell'ex patron Pigozzi fu preso da un suo fido collaboratore, Georges Héreil, il quale verrà però praticamente confinato a Simca Automobiles, mentre Simca Industries verrà rilevata dalla Fiat, che di lì a un paio di anni ne farà la sua filiale di distribuzione per la Francia, siglata FFSA (Fiat France Sociéte Anonyme), con Umberto Agnelli come capo. Nel 1965 a Périgny venne aperto un nuovo capannone dedito alla produzione di pezzi di ricambio da inviare poi allo stabilimento di Poissy per il loro assemblaggio. A partire dal 1966 la Simca abbandonò lo storico stemma della rondine in favore del logo "Pentastar" della Chrysler: da quel momento si intensificarono le sinergie tra i vari marchi europei detenuti dal colosso americano, compreso il marchio Barreiros ed i marchi facenti parte del Gruppo Rootes (Hillman, Humber, Talbot inglese, ecc). Del gruppo britannico e dell'azienda spagnola, la Chrysler deteneva già da tempo una fetta dei rispettivi pacchetti azionari, ma proprio nel 1966 aumentò la sua partecipazione all'interno di essi e ne sfruttò le potenzialità per la distribuzione dei prodotti di ogni marchio all'interno di altri Paesi.
Così, per esempio, venne stipulato un accordo tra Rootes e Simca per lo scambio di modelli da distribuire nei rispettivi Paesi. In questo modo si ebbero anche delle Simca in Regno Unito (rigorosamente con guida a destra) ed alcuni modelli del gruppo Rootes in Francia, come per esempio le Hillman Imp e le Sunbeam Alpine, distribuite dalla rete Simca. La Simca 1000, ancora molto gradita al pubblico, fu fatta produrre anche nello stabilimento Barreiros. Per quanto riguarda lo stabilimento Simca do Brasil, esso venne ribattezzato Chrysler do Brasil così come cambiarono marchio anche i modelli prodotti in loco. Sempre nel 1966 la Chrysler riacquistò dalla Simca Industries alcune officine e fonderie per la produzione di pezzi di ricambio e nella stessa occasione aumentò la sua partecipazione in Simca dal 63% al 77,1%. La Fiat era ancora detentrice del 19.6% del pacchetto azionario della ex-casa della rondine. Del 1966 fu anche l'applicazione di una garanzia di due anni o 60.000 km sui modelli Simca, una mossa mai proposta fino a quel momento da altri costruttori e che contribuì a far lievitare le vendite: in tutto il mondo furono oltre 327.000 le Simca prodotte, di cui quasi 287.000 nella sola Francia.

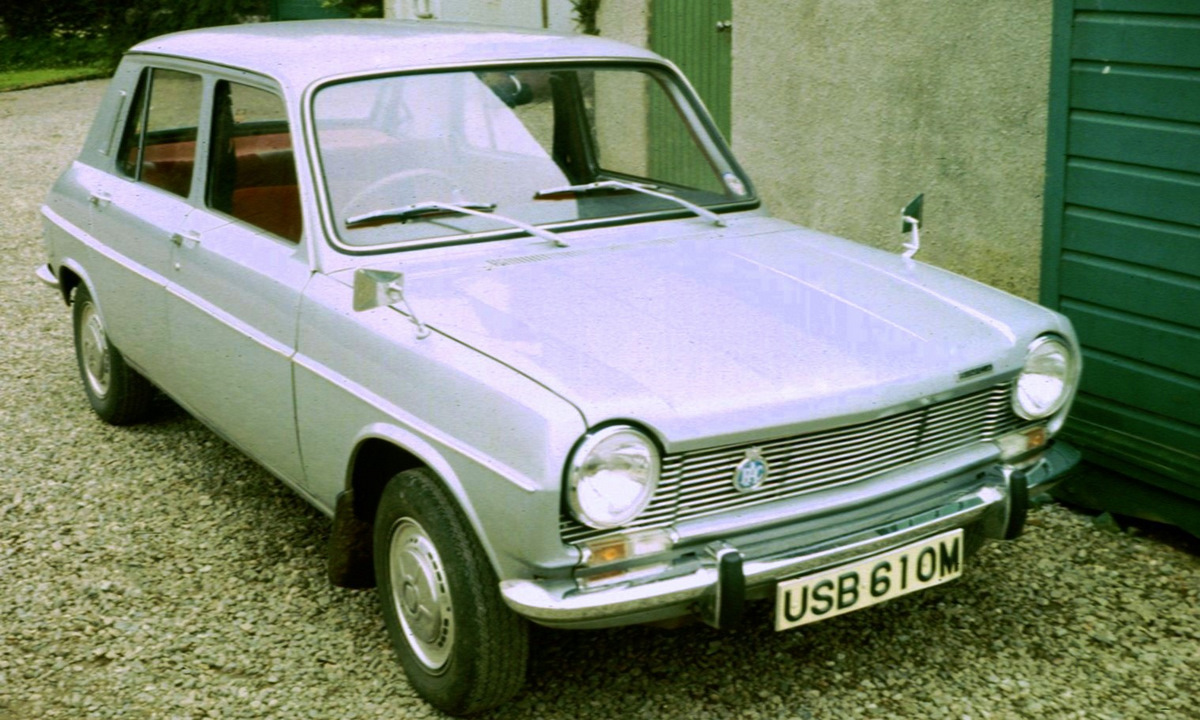
Una Simca 1100, altro grande successo della produzione Simca dell'era Chrysler

Nel 1967 vi furono il lancio di due modelli: da una parte la Simca 1200S Bertone, una coupé destinata ad una clientela sportiva, e la più ambiziosa Simca 1100, prima Simca a trazione anteriore e prima Simca con portellone posteriore, destinata alle famiglie e a quanti desiderassero una vettura polivalente. Fu un altro grande successo. Sempre in quell'anno il presidente e direttore generale Georges Héreil vide le proprie operatività tagliate dalla decisione della Chrysler di nominare come direttore generale Harry E. Chesebrough, per cui il diretto erede di Pigozzi rimase solo come presidente. Le crisi sociali del 1968, unite ai ripetuti scioperi dei lavoratori di vari settori, non impedirono alla Simca, alla fine di quell'anno, di sfondare per la prima volta il tetto delle 300.000 vetture prodotte nella sola Francia (350.000 prodotte in tutto il mondo). Ciò fu reso possibile dal successo della 1000, ma anche da quello della 1100.
Nel 1969 si ebbero numerosi ed ingenti lavori per la costruzione di nuovi impianti e l'ampliamento delle strutture già esistenti: lo stabilimento di Poissy fu ingrandito di altri 115.000 metri quadri, mentre cominciarono i lavori per la creazione di un nuovo stabilimento nel nord della Francia, vicino a Valenciennes. Inoltre fu aperto un nuovo centro di studi a Carrières-sous-Poissy ed un magazzino di 41.000 metri quadri a Vernon per lo stoccaggio e la distribuzione dei pezzi di ricambio. Estesi lavori di ampliamento si ebbero anche nell'impianto di Rochelle-Périgny, mentre a Mortefontaine venne costruito un circuito privato per le prove dei modelli e dei prototipi. Le vendite della Simca continuarono a crescere a ritmi sostenuti, tanto che alla fine dell'anno le sole Simca prodotte in Francia eguagliarono quelle prodotte in tutto il mondo alla fine dell'anno precedente. Il 58% dell'intera produzione fu destinata all'esportazione, confermando la Casa al primo posto tra i costruttori francesi in tal senso. Purtroppo nel 1969 si ebbe anche la cancellazione del marchio Simca dal mercato brasiliano, poiché lo stabilimento Simca do Brasil di Belo Horizonte venne adibito all'assemblaggio di modelli Dodge.

### La Chrysler Europe e il declino

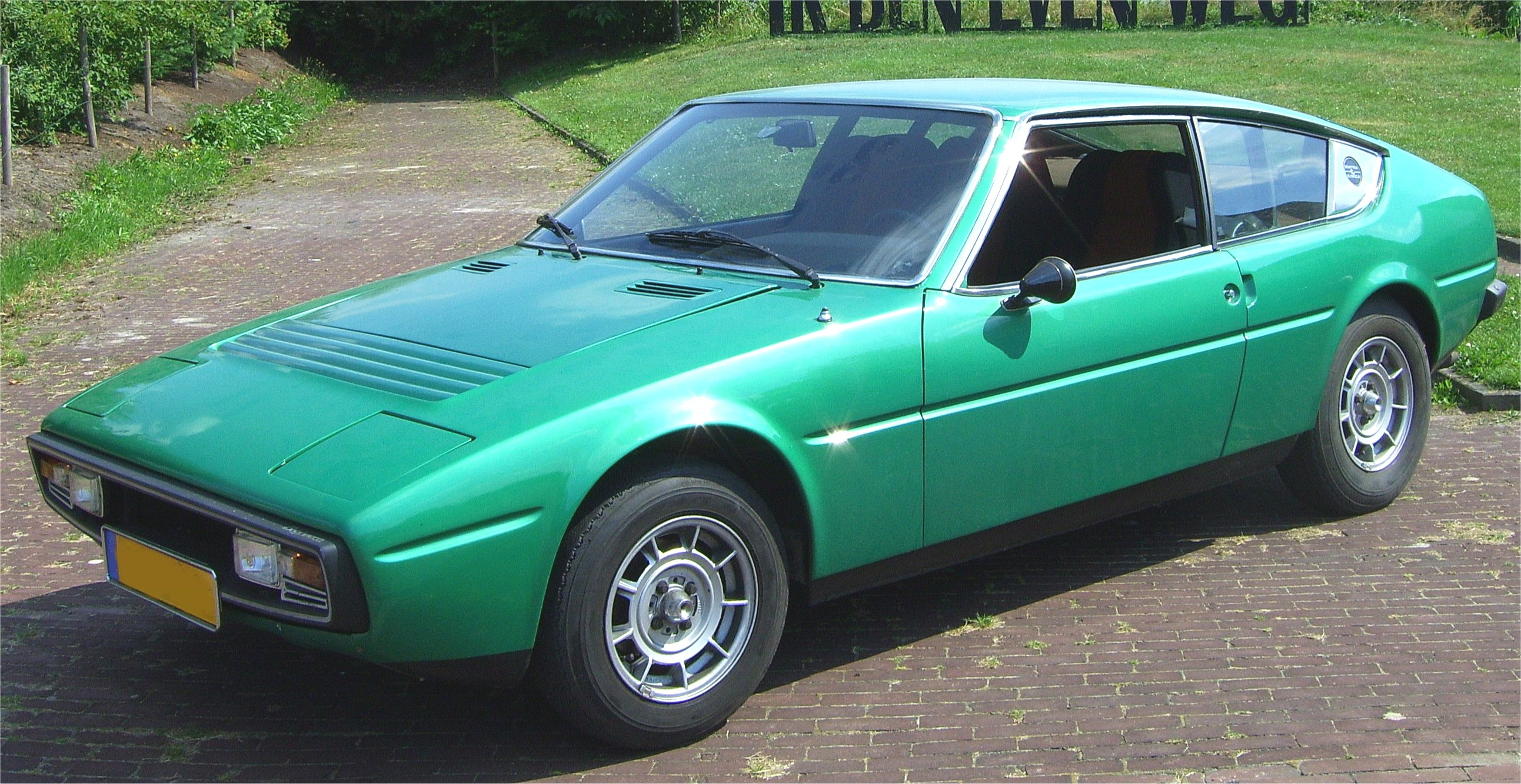
Una Matra-Simca Bagheera, frutto degli accordi tra Chrysler e Matra

Nel 1970, la Chrysler decise di unire i vari distaccamenti europei della Francia, della Spagna, del Regno Unito e dei Paesi Bassi sotto una sola egida, denominata Chrysler Europe, la quale avrebbe fondato la sua sede a Ginevra. Anche i vari nodi produttivi del nuovo gruppo automobilistico furono ribattezzati: la Barreiros divenne Chrysler España, il gruppo Rootes divenne Chrysler United Kingdom, lo stabilimento di Rotterdam divenne Chrysler Nederland ed analogamente la Simca divenne Chrysler France, pur continuando tuttavia ad utilizzare lo storico marchio. Tra gli altri fatti significativi di quell'anno va senz'altro ricordato l'accordo commerciale e produttivo con la Matra, che in realtà era stato firmato già il 17 dicembre 1969, ma che sarebbe entrato nella fase attiva solo l'anno seguente.
Tale accordo fu voluto per inserire dei veri modelli sportivi nella produzione Simca (e quindi della Chrysler). Il modello prodotto fino a quel momento dalla Casa di Romorantin non subì aggiornamenti, tranne il fatto di essere venduto con il marchio Matra-Simca e distribuito dalla rete Simca. Questi furono i primi segnali di vita della Matra all'interno di Chrysler Europe. Tra i nuovi modelli introdotti nel 1970 vanno ricordati i modelli 160 e 180, due versioni di uno stesso modello commercializzato con marchio Chrysler, ma con motori Simca, che mostrava prestazioni discrete, ma ebbe uno scarso successo commerciale, soprattutto a causa della linea americaneggiante. Nel 1971 Chrysler volle dare la zampata definitiva alla scalata del marchio Simca, ormai già da diversi anni alle piene dipendenze dei padroni americani. Acquistò anche la restante quota detenuta fino a quel momento dalla Fiat portandosi al 96,7% del pacchetto azionario ed alla fine dello stesso anno salì ulteriormente fino al 99,3% acquistando anche da alcuni azionisti privati. Sempre nel 1971 si ebbero le dimissioni di Georges Héreil, il cui potere stava via via riducendosi per mano dei vertici Chrysler. Il suo posto fu preso da Gwain Gillespie.

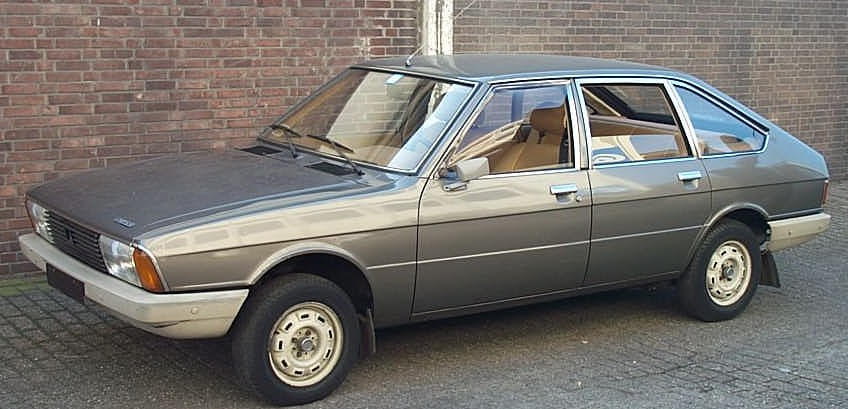
Una Simca 1307, ultimo grande successo del marchio francese

Negli anni 1972 e 1973 la produzione Simca continuò a far registrare cifre sempre più alte, con fatturati sempre più da capogiro: in quel periodo fu aperto l'impianto di Valenciennes, su una superficie di 40.000 metri quadri, che però fu sfruttato unicamente per lavori di allestimenti (costruzione e tappezzeria di sedili, ecc). Il 1973 vide tra l'altro l'arrivo della prima coupé inedita sviluppata congiuntamente con la Matra, vale a dire la Bagheera. Sempre nello stesso anno il presidente e direttore generale Gillespie rassegnò le dimissioni ed al suo posto arrivò Frank M. Rogers. Nel mese di ottobre vi fu lo scoppio della crisi petrolifera, i cui effetti iniziali non disturbarono per quell'anno le vendite del marchio francese, che arrivarono a poco meno di 600.000 vetture prodotte in tutto il mondo. Ma già dal 1974 le vendite cominciarono ad accusare tangibili segni della crisi del Kippur: le immatricolazioni crollarono del 27% e la Simca perse una consistente fetta del mercato interno.
A ciò si aggiunga anche il fatto che Chrysler Europe era restia ad investire in nuove tecnologie, in un'epoca in cui, per esempio, stavano cominciando a diffondersi i primi motori ad asse a camme in testa anche presso i segmenti di mercato più popolari (vedi i motori serie X della Peugeot). Inoltre, la moltitudine di marchi detenuti da Chrysler Europe stavano cominciando a cannibalizzarsi a vicenda, specialmente a causa delle eccessive sinergie attuate dai padroni americani tra i marchi del gruppo Rootes e la Simca. Infine, se da un lato vi furono modelli come la 1100 che non parvero conoscere crisi, dall'altro vi furono autentici fiaschi commerciali come quello dei modelli 160, 180 e 2 Litres, basati sulla stessa scocca di chiara ispirazione Rootes (che ricordava stilisticamente le contemporanee Hillman Avenger). In questo scenario, Chrysler Europe attuò misure drastiche come la cassa integrazione, la riduzione degli orari di lavoro a 40 ore settimanali e migliaia di licenziamenti: alla fine di quello stesso 1974 presso Chrysler Europe si scese da 35.661 a 31.434 dipendenti. Una boccata di ossigeno arrivò l'anno seguente, quando si ebbe una leggera ripresa dei volumi di produzione, dovuta principalmente alla sempreverde 1100, ma anche alla novità di quell'anno, la Simca 1307, destinata a sostituire i modelli 1301 e 1501, che avevano preso nel 1966 il posto di 1300 e 1500, ormai datati. In quell'anno, il presidente Rogers fu sostituito da John W. Day. In sostanza, le esportazioni tornarono su livelli più incoraggianti, ma in Francia le vendite non salirono che timidamente ed inoltre i grandi investimenti stanziati per la 1307 diedero luogo ad un bilancio di fine anno ancora in negativo per Chrysler France, facendo registrare una perdita di 110,618 milioni di franchi.

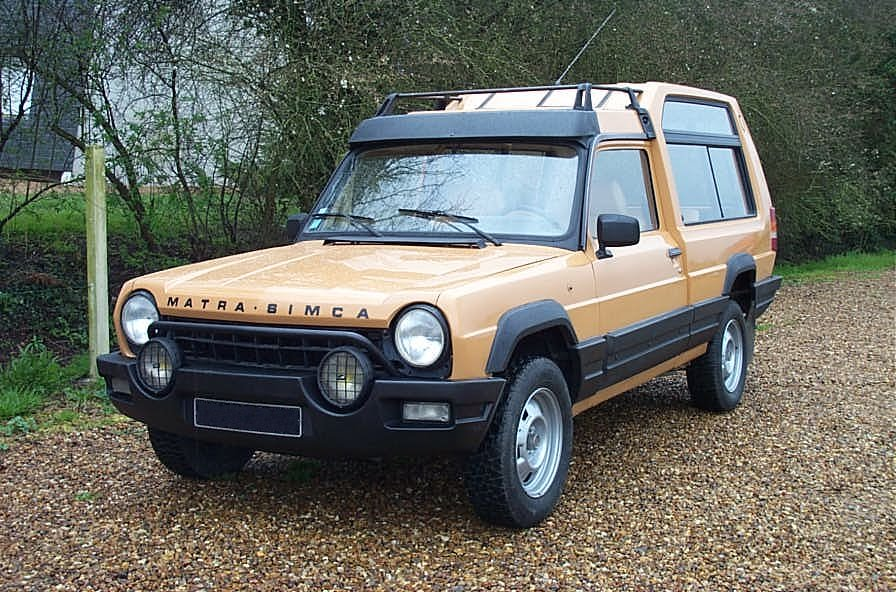
La Rancho, realizzata in collaborazione con Matra e venduta con marchio Matra-Simca

Il 1976 fu un anno finalmente positivo per Chrysler France: l'elezione dei modelli 1307/1308 come Auto dell'anno diedero nuova linfa alle vendite della Simca, sostenute anche dalla "solita" 1100. Ciò permise a Chrysler France di chiudere l'anno finalmente in attivo dopo due anni pesanti. Anzi, vi fu anche la possibilità di ampliare ulteriormente lo stabilimento di Poissy grazie a 15.000 metri quadri supplementari. Il 1977 fu un anno nuovamente all'insegna del successo della 1307 e della 1308: la produzione dei due modelli fu estesa anche agli stabilimenti di Chrysler UK e di Chrysler España. Per soddisfare l'ampia domanda per questo modello, fu notevolmente ampliato lo stabilimento di Valenciennes, in maniera tale da innalzare il ritmo produttivo dei componenti da inviare in Spagna e Regno Unito per il loro assemblaggio in loco. In quell'anno debuttò anche un modello particolare, la Matra-Simca Rancho, una sorta di SUV con carrozzeria in vetroresina e base meccanica mutuata dalla 1100, ma con motore derivato da quello della 1308 GT. Alla fine dell'anno la produzione fu però leggermente inferiore a quella dell'anno precedente, e questo a causa della presenza in listino di modelli come la 1000 che oramai appartenevano ad un'altra epoca e che pertanto non potevano essere più competitivi. Anche la 1100, sebben continuasse a raccogliere consensi, non poteva garantire un futuro redditizio. Per quest'ultimo modello la soluzione arrivò proprio in quel 1977 e si chiamò Horizon, un modello commercializzato con il marchio americano e destinato ad affiancare ed in seguito a succedere alla gloriosa due volumi Simca con portellone.

### L'epilogo sotto il Gruppo PSA

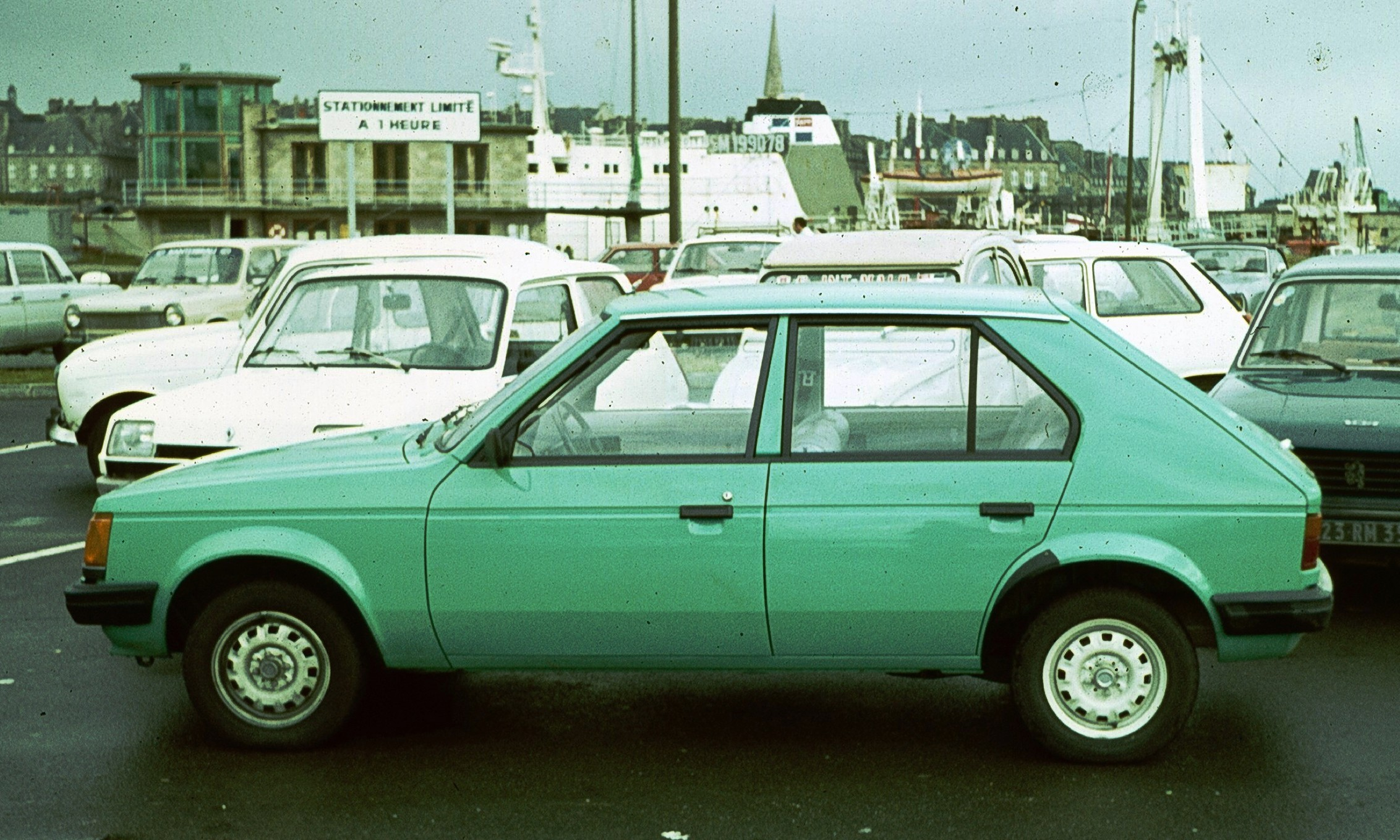
Anche dopo l'arrivo del Gruppo PSA, i modelli prodotti, come la Horizon, utilizzavano motori Simca

Ma il 1977 fu anche l'anno in cui, oltreoceano, la Chrysler si trovò in grosse difficoltà finanziarie dovute alle numerose e ripetute riparazioni in garanzia che dovette sostenere per un suo modello del mercato USA, la Dodge Aspen, progettata ed introdotta sul mercato in fretta e furia senza preoccuparsi troppo della qualità. Ciò andò a gravare pesantemente sulla stabilità di Chrysler Europe, per la quale i padroni di Detroit cominciarono a cercare un acquirente. Nel 1978, intanto, vi fu l'uscita dai listini della 1000, non più sostituita da alcun altro modello. Per questo motivo, si decise di mantenere in listino la 1100 come nuovo modello di base della gamma, a cui si aggiunse la Sunbeam, che però era figlia del gruppo Rootes e non aveva niente a che vedere con la Simca, neppure sul fronte delle motorizzazioni. Per quanto riguarda la situazione economica, Chrysler France continuò a resistere alle difficoltà derivanti anche dalle precarie condizioni della Casa madre negli USA, ma le filiali di Spagna e Regno Unito erano ormai in condizioni critiche già da tempo. Per questi motivi, ed anche per permettere alla Chrysler americana l'arrivo di nuovi liquidi, l'intera Chrysler Europe fu venduta il 10 agosto 1978 al giovanissimo Gruppo PSA, quest'ultimo originatosi dalla fusione tra Peugeot e Citroën. L'operazione costò ai nuovi padroni francesi la bellezza di 230 milioni di dollari per le sole filiali spagnola e britannica, più 1,8 milioni di azioni per la Chrysler France.
Essa, sostenuta anche dal governo francese, permise al Gruppo PSA di divenire il costruttore numero uno in Europa ed il quarto nel mondo, dopo General Motors, Ford e Toyota, grazie ad una produzione complessiva di 2,49 milioni di veicoli. In seguito a tale ardita operazione finanziaria, vi fu una nuova riorganizzazione del direttivo di Chrysler France, alla cui presidenza fu nominato François Perrin-Pelletier, mentre Jean Peronnin fu il nuovo direttore generale. Vi fu anche un grande ritorno: infatti, il consiglio di amministrazione comprese tra gli altri proprio quel Georges Héreil che molti anni prima raccolse l'eredità di Pigozzi alla presidenza della Simca. Ma il 10 luglio del 1979 il marchio Simca venne associato al marchio Talbot, un tempo appartenente al Gruppo Rootes ed ora detenuto dal Gruppo PSA in seguito all'acquisizione di Chrysler UK. Si diede luogo così al marchio Talbot-Simca. La presenza del marchio Simca fu ormai però puramente simbolica, poiché in realtà i modelli presero ad essere commercializzati solo come Talbot. La scelta di sacrificare il marchio Simca in favore del marchio Talbot fu presa in seguito ad un sondaggio condotto presso la popolazione francese e britannica.
Infatti, per i britannici, il marchio Simca sarebbe stato troppo francese e poco adatto ad una clientela tendenzialmente conservatrice come quella del Regno Unito. Dal canto loro, i francesi non erano avvezzi quasi a nessun marchio dell'ex-gruppo Rootes, con l'eccezione di uno: proprio quel marchio Talbot che già in tempi antichi vantava praticamente una doppia cittadinanza, britannica e francese. Secondo detto sondaggio, il marchio Talbot era francese per l'83% dei francesi ed era britannico per il 91% della popolazione d'oltremanica. Ciò condusse proprio alla riesumazione dello storico marchio a discapito del marchio Simca, il quale nel 1980 scomparve quindi dalla scena automobilistica e venne utilizzato solo in maniera molto frammentaria per identificare l'origine dei motori utilizzati da Talbot e Peugeot. Anche il marchio Matra-Simca, utilizzato per modelli di nicchia, cambiò in Talbot-Matra all'inizio del nuovo decennio. Il Gruppo PSA diede comunque corso alle realizzazioni programmate e continuò la produzione dei modelli Simca, ancora validi e richiesti dal mercato; prima con il marchio Talbot-Simca e poi solo Talbot. Gli stabilimenti ex-Chrysler continuarono a produrre motori Simca per circa un decennio. Ma una volta esaurita ogni residua possibilità di sfruttamento dei prodotti Simca, nel 1990, anche il marchio Talbot venne tolto dai listini. Gli ultimi motori Simca furono montati sulle versioni di base della Peugeot 309 fino alla prima metà del 1991 per smaltirne le scorte prodotte.

### Attività sportiva

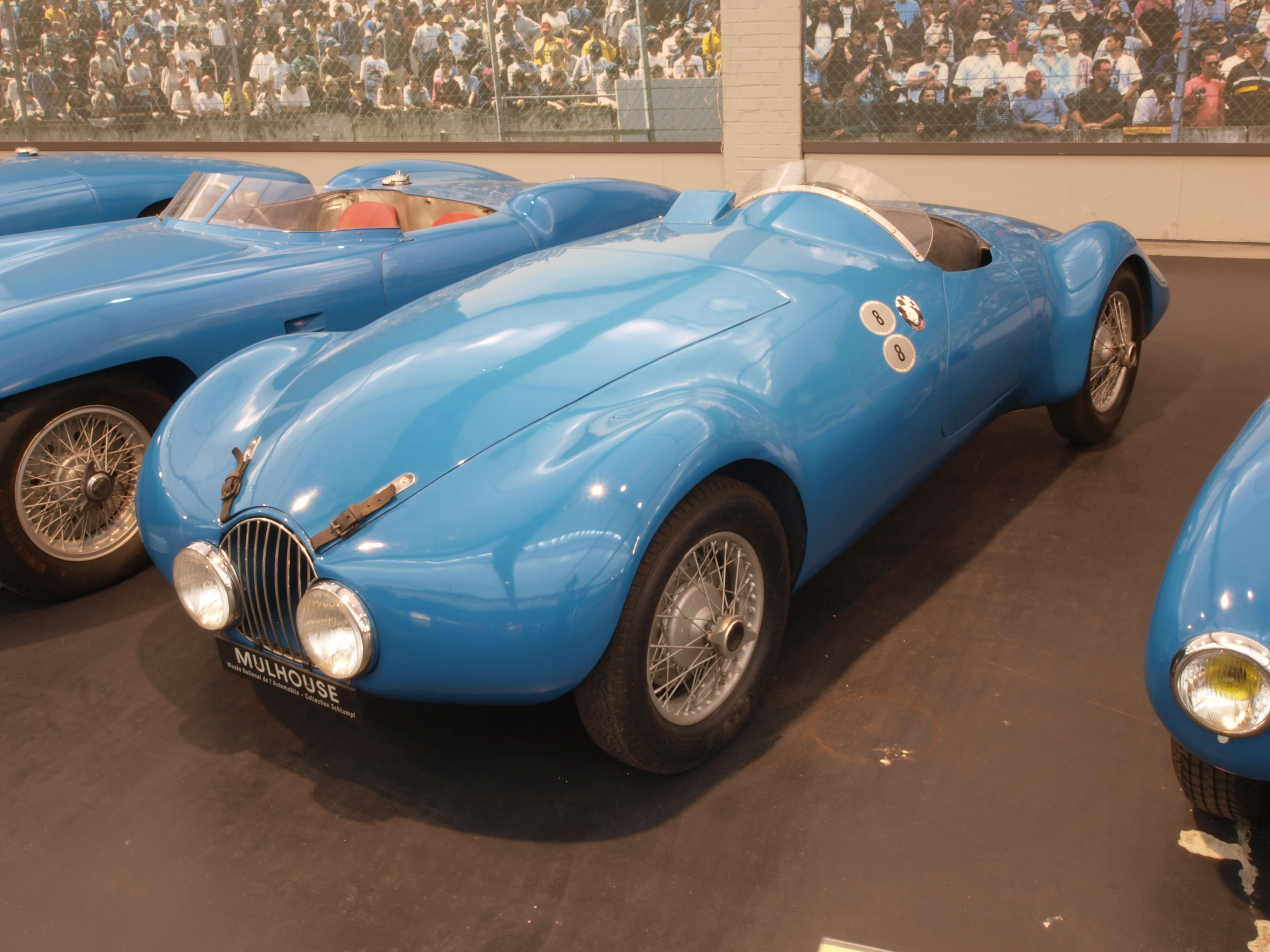
Una biposto da competizione con motore Simca elaborato da Gordini

Sebbene oggigiorno trascurata o addirittura snobbata da molti, l'attività agonistica della Simca non è priva di interesse storico, anche perché ha visto un altro italiano trapiantato in Francia, oltre a Pigozzi, riuscire ad emergere e ad affermarsi nel suo campo. Siamo nel periodo durante il passaggio da SAFAF a Simca: questo italiano fu Amedeo Gordini, che lavorò alla SAFAF come preparatore di vetture da utilizzare in ambito sportivo, ma anche come pilota di alcune di quelle stesse vetture. Il suo talento, che permise a queste vetture tutt'altro che scattanti e sportive di racimolare successi in campo agonistico, gli valse il soprannome "Il Mago", che rimase anche oltre vent'anni dopo, quando cominciò la sua grande epopea alla Renault. Il sodalizio tra Simca e Gordini si consolidò nel 1937 quando una Simca con motore della Cinq elaborato dal "Mago" stabilì a Monthléry il nuovo record di velocità nella categoria fino a 750 cm³, record pari a 103,16 km/h. Altri record furono in seguito battuti anche dalla Simca 8, specialmente pr quanto riguarda i consumi, ma anche le doti velocistiche. Il rally Parigi-Nizza del 1938 vide trionfare la barchetta preparata e pilotata dallo stesso Gordini, ed ancora Gordini assieme al suo co-pilota Josè Scaron si aggiudicò il Rally di Montecarlo nel gennaio del 1939, al volante di una Simca 8 Coupé. A Le Mans, in giugno, non vi fu che un decimo posto, ma la Simca 8 partecipante alla gara riuscì comunque a stabilire il nuovo record di velocità per vetture tra i 750 ed i 1100 cm³, con una percorrenza media pari a 120,246 km/h.
L'attività sportiva riprese dopo la guerra, e precisamente nel 1946, sempre con Amedeo Gordini a tenere le redini: quell'anno fu particolarmente trionfale per la Casa di Nanterre, grazie alle vittorie delle monoposto con motore 1.1 della Simca 8 in sei Gran Premi disputatisi in altrettante città francesi. Accanto ad una prova deludente alla 24 Ore di Le Mans del 1949, due Simca 8 Sport si classificarono prima e seconda alla Coupe du Bol d'Or a Monthléry. L'anno seguente lo stesso modello fece registrare dei prestigiosi piazzamenti in classifica generale e in quella di categoria al Rally di Montecarlo, senza contare la vittoria alla Coupe des Dames, sempre del 1950. La bestia nera per la Casa della "rondine" fu sempre la 24 Ore di Le Mans, dove ancora una volta non ebbe che risultati scadenti. Il 1951 fu ancora più deludente, tanto da spingere il patron Pigozzi a far cessare l'attività sportiva della Simca per concentrarsi sulla produzione in serie. Ciò comportò la fine del sodalizio tra la Casa francese ed Amedeo Gordini.

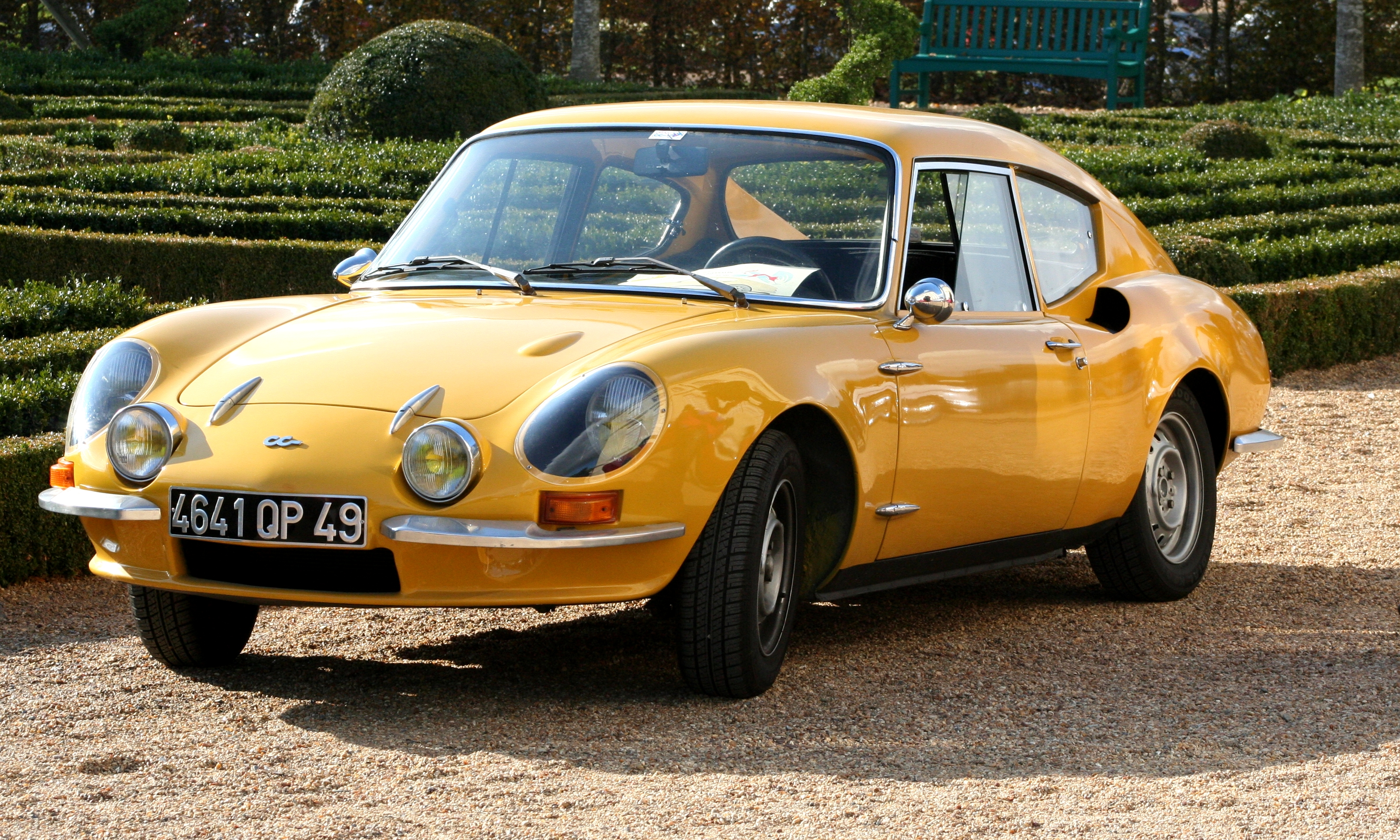
Una CG 1300, ultima CG prodotta prima della chiusura della piccola azienda francese

Le sole attività sportive promosse dalla Simca durante gran parte degli anni cinquanta furono quelle legate alle prove di durata ed alle gare di record di velocità nella pista di Monthléry. Si tornò a parlare di competizioni solo verso la fine del decennio, quando al rally di Montecarlo del 1959 una Aronde P60 Monthléry conquistò il primo posto di categoria ed il secondo in classifica assoluta. Nel 1962 apparvero le prime Simca elaborate da Carlo Abarth, prodotte in piccola serie per ottenere l'omologazione nelle competizioni. Poco tempo dopo la Simca cominciò a fornire i propri motori alla piccola Casa costruttrice della Chappe et Gessalin, che di lì a poco avrebbe dato luogo al marchio CG dedito alla costruzione di vetture sportive su meccanica Simca, sia stradali che per utilizzo in campo agonistico. Durante gli anni Sessanta vi fu anche un proliferare di altri modelli elaborati da Abarth, tra cui la Simca 1150, destinata ad essere la progenitrice delle più famose 1000 Rallye del decennio seguente.
Per i piloti "in erba", oltre a queste vetture, fu possibile a partire dal 1969 partecipare al Challenge Simca, istituito dalla Chrysler ed aperto a tutti i possessori di Simca, Chrysler o modelli del gruppo Rootes. Inoltre, a partire dall'anno seguente, cominciarono ad essere prodotte le prime Simca 1000 Rallye, destinate ad un impiego agonistico, sebbene regolarmente in listino come vetture stradali. Insomma, la carriera sportiva della Simca tornò ad essere molto vivace ed attiva, tanto che nel gennaio 1972 una 1100 Spécial si aggiudicò il primo posto di categoria al Rally di Montecarlo. La vera gloria arrivò però pochi mesi dopo, quando la Matra-Simca si aggiudicò finalmente la tanto agognata 24 Ore di le Mans con la MS670, due esemplari della quale si piazzarono rispettivamente al primo ed al secondo posto. Tale successo fu bissato anche nel 1973 con la MS670B, che portò la Simca nell'olimpo dell'automobilismo. Anche il 1974 vide un altro successo a Le Mans, ma a quel punto la Chrysler, stretta dalla crisi petrolifera e dalla sua crisi interna, e bisognosa di tagliare le spese, decise di porre fine alla sua partnership sportiva con la Matra. Anche la CG, che riuscì in quegli anni a ritagliarsi una piccola fetta di fama all'ombra del marchio Simca, dovette chiudere i battenti. Negli anni successivi vi furono poche attività legate al marchio Simca, praticamente tutte legate all'ambito dei piloti privati che si cimentavano in gare con Simca 1000 Rallye, Rallye 1, Rallye 2 e Rallye 3.

### Produzione Simca in Francia
Nel seguente grafico viene riportata la produzione Simca nella sola Francia, dal 1936 al 1980. I dati relativi all'ultimo decennio comprendono anche la produzione con i marchi Talbot e Chrysler, ma non quella relativa ai modelli Matra-Simca.

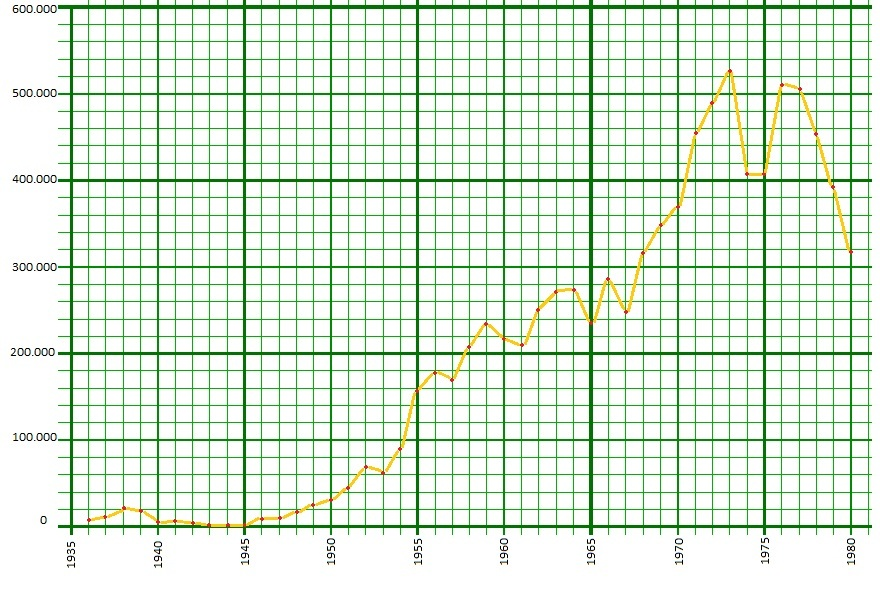